# Église des Jésuites d'Innsbruck
Pour les articles homonymes, voir Église des Jésuites.
L'église de la Trinité, mieux connue sous le nom de  Jesuitenkirche (église des Jésuites) est un édifice religieux catholique de style baroque sis au centre de la ville d'Innsbruck dans le Tyrol en Autriche. Construite par les Jésuites au XVIIe siècle elle fut flanquée de deux tours en 1901. Les services pastoraux y sont toujours assurés par les Jésuites.

## Histoire

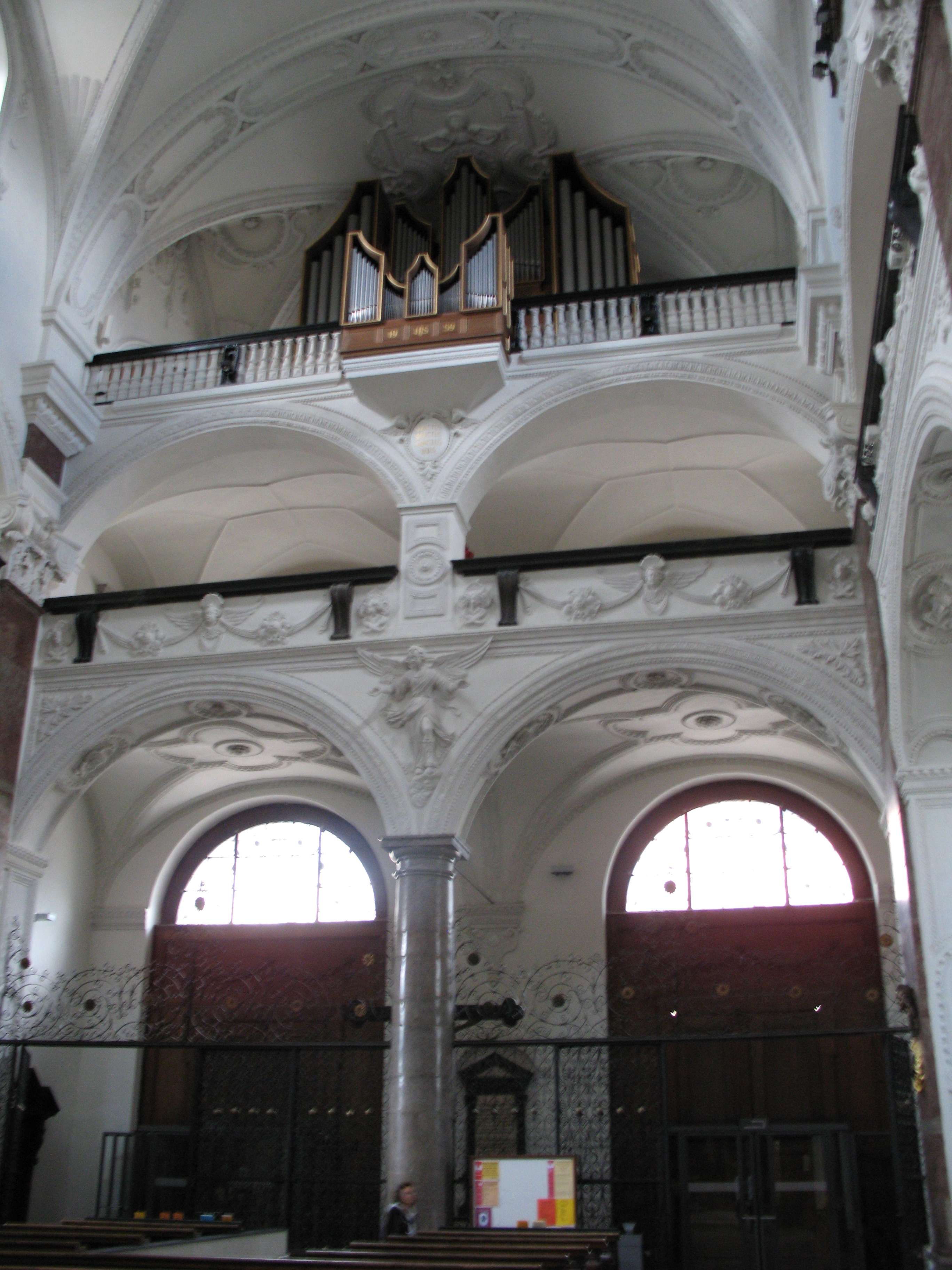
L'orgue de 1959

L'église est construite par Karl Fontaner et Christoph Gumpp le Jeune en 1627-1676 à l'emplacement d'une église antérieure. Les deux tours de la façade sont érigées en 1901. Les architectes se sont inspirés du Gesù à Rome et de la nouvelle cathédrale de Salzbourg.

## Patrimoine
- La grosse cloche de la tour nord (Schützenglocke), de 9 200 kilogrammes, est la quatrième plus grosse cloche d'Autriche. Elle a été fondue en 1959 par la compagnie Grassmayr et a été bénite le 19 juillet, pour les 150 ans des combats de libération du Tyrol. Elle sonne tous les vendredis à trois heures de l'après-midi en souvenir de la mort du Christ sur la croix et pour les grandes fêtes. La petite cloche de la tour sud (1597, 1 300 kg) sonne à l'heure des messes et pour l'Angélus.

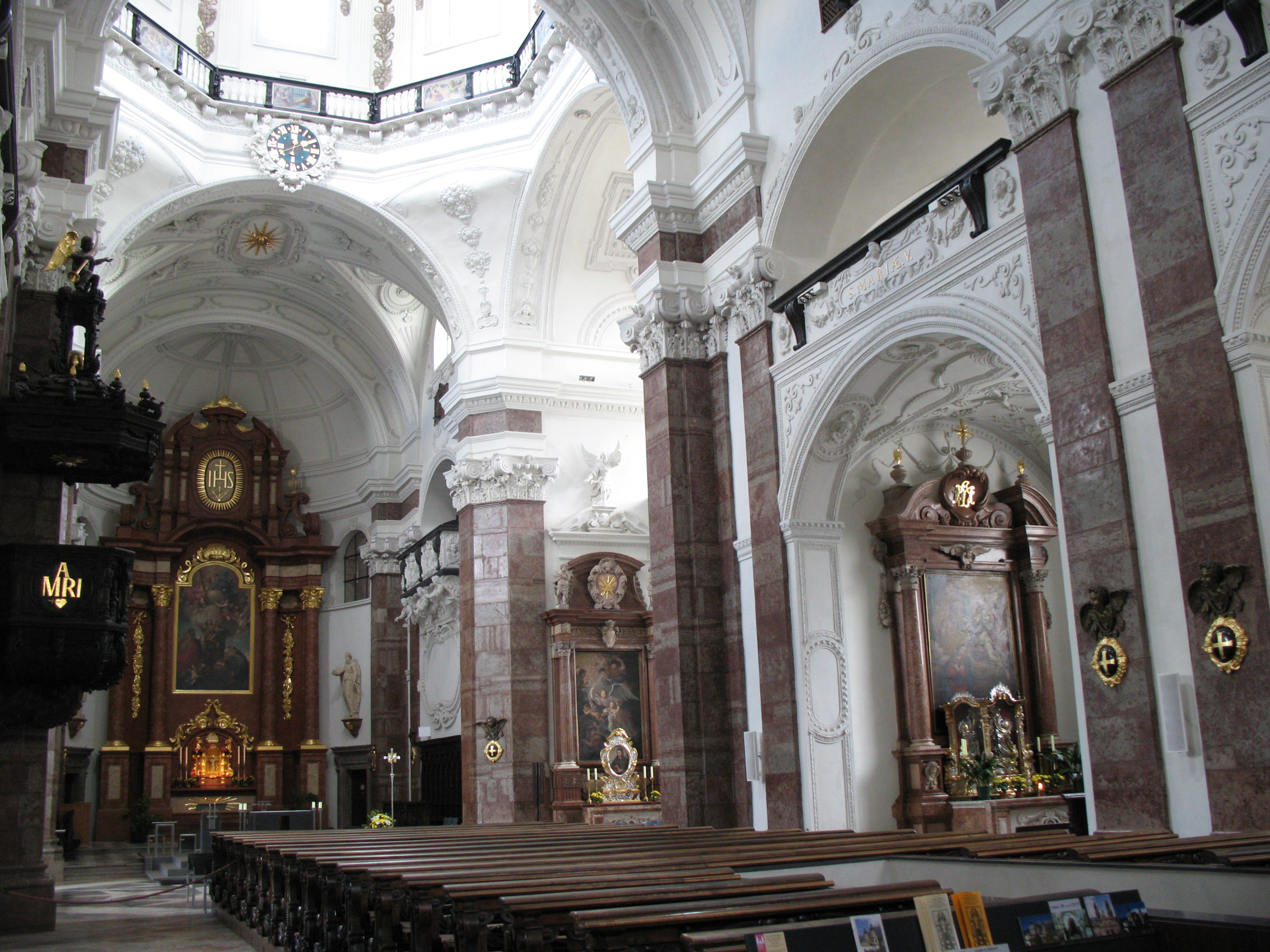
Nef et sanctuaire de l'église

## Personnalités
- L'archiduc Léopold V d'Autriche (1586-1632), fondateur de l'église, et son épouse, née Claude de Médicis (1604-1648), ainsi que leurs fils, l'archiduc Ferdinand-Charles d'Autriche, comte du Tyrol (1628-1662) et l'archiduc Sigismond-François d'Autriche (1630-1665) sont enterrés dans la crypte.

- L'éminent théologien jésuite Karl Rahner (1904-1984) est inhumé dans la crypte de l'église. La place publique où se trouve l'église fut récemment rebaptisée en son honneur: 'Karl-Rahner-Platz'.